# Haute Pression (film)
Pour les articles homonymes, voir Haute pression.
Haute Pression (Under Pressure) est un film américain réalisé par Jean Pellerin en 2000.

## Synopsis
Partie explorer les contrées de Grèce dont elle enseigne la culture, Chloé est rejointe par son compagnon sur un ferry qui transporte une statue de Déméter très précieuse aux yeux d'un milliardaire sans scrupules… qui ne recule pas devant le fait de faire couler le ferry pour la récupérer.

## Fiche technique
- Titre : Haute Pression
- Titre original : Under Pressure
- Réalisation : Jean Pellerin
- Scénario : Phillip J. Roth et Jim Christopher (sous le pseudonyme de Martin Lazarus)
- Production : Jeffery Beach, James Hollensteiner, Thomas J. Niedermeyer Jr., Ken Olandt, Phillip J. Roth, Richard Smith pour Unified Film Organization (UFO)
- Musique : Richard McHugh
- Photographie : Richard Clabaugh
- Montage : Christian McIntire
- Effets spéciaux : Steven M. Blasini, David Chan, D.R. Greenlaw, Andrew Hofman, Jerad Kissack, Dennis Michel, Bradley Mullennix, Marc Perrera, James Perry, William Rehoreg, David Ridlen, Alvaro Villagomez
- Durée : 90 minutes
- Pays :  États-Unis
- Langue : anglais
- Couleur
- Classification : USA : R (violence)

## Distribution
- Rob Lowe : John Spencer
- Larisa Miller : Chloe Spencer
- Craig Wasson : Elgin Bates
- Harry Van Gorkum : Crowley
- Scott Anthony Viscomi : Nikos Gavras